# Lijst van grootmeesters van de Maltezer Orde
Hier volgt een lijst van grootmeesters van de Soevereine Militaire Orde van Sint Jan van Jeruzalem en Malta, kortweg Maltezer Orde. Tijdens en na de Franse Revolutie werd de Orde niet door grootmeesters maar door luitenants bestuurd. In 1879 werd, met goedkeuring van paus Leo XIII de waardigheid van grootmeester weer hersteld.

## De grootmeesterszetel in het Heilige Land
- 1099-1120: De zaliggesproken Gerard Sasso (ca. 1040-1120)
- 1120-1158/1160: Raymond du Puy de Provence
- 1158/1160-1162: Auger de Balben
- 1162-1163: Arnaud de Comps
- 1163-1169/1170: Gilbert d'Aissailly, afgezet
- ca. 1170-1172: Gaston de Murols
- 1172-1177: Gilbert van Syrië
- 1177-ca. 1187: Roger de Moulins
  - 1187-1188: Guillaume Borrel, aangesteld als commandant tot aan de verkiezing van nieuwe grootmeester
  - 1188-1190: Hermangard d'Asp, aangesteld als commandant tot aan de verkiezing van nieuwe grootmeester, hoewel door de Maltezer Orde gezien als de 9e grootmeester
- 1190-1192: Garnier van Nabluz
- 1193-1202: Geoffrey de Donjon
- 1202/1203-1206: Alfons van Portugal († 1207), afgezet
- 1206-1207: Geoffroy le Rat
- 1207-1127/1228: Guérin de Montaigu
- ca. 1228-1231: Bertrand de Thessy
- 1231-1236: Guérin Lebrun
- 1236-ca. 1240: Bertrand de Comps
- ca. 1240-1242: Pierre de Vielle-Bride
- 1242-1258: Guillaume de Châteauneuf
  - 1244-1250: Jean de Ronay, luitenant tijdens de gevangenschap van Guillaume de Châteauneuf
- 1258-1277: Hugues de Revel
- 1277-1284: Nicolas Lorgne
- ca. 1284-ca. 1294: Jean de Villiers

## De grootmeesterszetel op Cyprus en Rhodos
- 1294-1296: Odon de Pins
- 1296-1305: Guillaume de Villaret
- 1305-1319: Foulques de Villaret, afgezet; volgens de officiële lezing van de Maltezer Orde was hij grootmeester van 1305 tot 1319, toen hij werd afgezet en opgevolgd door Hélion de Villeneuve
  - 1319-1321: Maurice de Pagnac
- 1321-1325: Foulques de Villaret (opnieuw)
- 1325-1346: Hélion de Villeneuve (ca. 1270-1346); volgens de officiële lezing van de Maltezer Orde werd hij in 1319 gekozen als grootmeester
- 1346-1353: Dieudonné de Gozon
- 1353-1355: Pierre de Corneillan
- 1355-1365: Roger de Pins
- 1365-1374: Raymond Berenger
- 1374-1376: Robert de Juliac
- 1376-1396: Juan Fernandez de Heredia
  - 1383-1395: Riccardo Caracciolo, tegen-grootmeester, door paus Urbanus VI benoemd
- 1396-1421: Filibert van Naillac
- 1421-1437: Antonio de Fluvià
- 1437-1454: Jean de Lastic (1371-1454)
- 1454-1461: Jacques de Milly
- 1461-1467: Piero Raimondo Zacosta
- 1467-1476: Giovanni Battista Orsini
- 1476-1503: Pierre d'Aubusson (1423-1503)
- 1503-1512: Emery d'Amboise
- 1512-1513: Guy de Blanchefort (ca. 1446-1513)
- 1513-1521: Fabrizio del Carretto (1455-1521)

## De grootmeesterszetel op Malta
- 1521-1534: Philippe Villiers de l'Isle Adam (1464-1534)

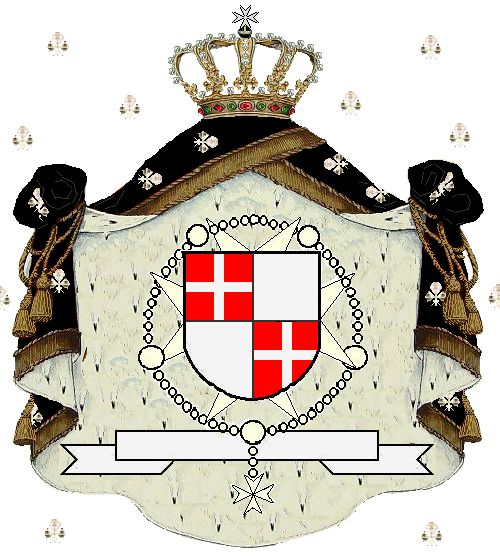
Wapen van de prins-grootmeester.

- 1534-1535: Piero de Ponte (1462-1535)
- 1535-1536: Didier de Tholon Saint-Jaille († 1536)
- 1536-1553: Juan de Homedes (1477-1553)
- 1553-1557: Claude de la Sengle (1494-1557)
- 1557-1568: Jean de la Vallette (1494-1568)
- 1568-1572: Pietro del Monte San Savino (1499-1572)
- 1572-1581: Jean l'Evesque de la Cassière (1502-1581)
- 1581-1595: Hugues Loubenx de Verdalle (1531-1595)
- 1595-1601: Martín Garzéz (1526-1601)
- 1601-1622: Alof de Wignacourt (1547-1622)
- 1622-1623: Luis Mendez de Vasconcellos (1543-1623)
- 1623-1636: Antoine de Paule (1551-1636)
- 1636-1657: Jean Baptiste de Lascaris de Castellar (1560-1657)
- 1657-1660: Martín de Redín (1590-1660)
- 1660: Annet de Clermont de Chattes-Gessant (1587-1660)
- 1660-1663: Rafael Cotoner (1601-1663)
- 1663-1680: Nicolás Cotoner (1608-1680)
- 1680-1690: Gregorio Carafa (1615-1690)
- 1690-1697: Adrien de Wignacourt (1618-1697)
- 1697-1720: Ramón Perellós y Roccaful (1637-1720)
- 1720-1722: Marc'Antonio Zondadari (1658-1722)
- 1722-1736: Antonio Manoel de Vilhena (1663-1736)
- 1736-1741: Ramon Despuig (1670-1741)
- 1741-1773: Manuel Pinto de Fonseca (1681-1773)
- 1773-1775: Francisco Ximénes de Texada (1703-1775)
- 1775-1797: Emmanuel de Rohan-Polduc (1725-1797)
- 1797-1798: Ferdinand von Hompesch zu Bolheim (1744-1805)

## Luitenants in Italië
- 1798-1801: Paul van Rusland (1754-1801), de facto
  - 1801-1803: Nikolaj Saltykov (1736-1816), luitenant
- 1803-1805: Giovanni Battista Tommasi (1731-1805), zetelde in Catania
  - 1805-1814: Innico Maria Guevara-Suardo (1744-1814), luitenant
  - 1814-1821: Andrea di Giovanni (1741-1821), luitenant
  - 1821-1834: Antonio Busca (1767-1834), luitenant
  - 1834-1845: Carlo Candida (1762-1845), luitenant
  - 1845-1864: Filippo di Colloredo-Mels (1779-1864), luitenant
  - 1865-1872: Alessandro Borgia (1783-1872), luitenant
  - 1872-1879: Giovanni Battista Ceschi a Santa Croce (1827-1905), nadien grootmeester

## Herstel grootmeesterschap en zetel in Rome
- 1879-1905: Giovanni Battista Ceschi a Santa Croce (1827-1905), van 1872 tot 1879 luitenant-grootmeester
- 1905-1931: Galeazzo von Thun und Hohenstein (1850-1931)
  - 1930-1931: Pio Franchi de' Cavalieri, luitenant-grootmeester
- 1931-1951: Ludovico Chigi Albani della Rovere (1866-1951)
  - 1951-1955: Antonio Hercolani Fava Simonetti (1883-1962), interim-luitenant-grootmeester
  - 1955-1962: Ernesto Paternò Castello di Carcaci (1882-1971), luitenant-grootmeester
- 1962-1988: Angelo de Mojana di Cologna (1905-1988)
- 1988-2008: Andrew Willoughby Ninian Bertie (1929-2008)
- 2008-2017: Matthew Festing (1949-2021)
  - 2017 (januari-april): Ludwig Hoffmann von Rumerstein (1937-2022), interim-luitenant-grootmeester
  - 2017-2018: Giacomo Dalla Torre del Tempio di Sanguinetto (1944-2020), luitenant-grootmeester
- 2018-2020: Giacomo Dalla Torre del Tempio di Sanguinetto (1944-2020)
  - 2020 (29 april-8 november): Ruy Gonçalo do Valle Peixoto de Villas Boas (1939) interim-luitenant-grootmeester
  - 2020 (8 november-7 juni 2022): Marco Luzzago (1950-2022), luitenant-grootmeester
  - 2022 (7 juni-13 juni): Ruy Gonçalo do Valle Peixoto de Villas Boas, interim-luitenant-grootmeester
  - 2022-2023 (13 juni-3 mei): John Timothy Dunlap, luitenant-grootmeester
- 2023-heden: John Timothy Dunlap